# Фархетдинова, Зайнаб Фазлутдиновна
 Зайна́б Фазлутди́новна Фархетди́нова (тат. Зәйнәб Фазлытдин кызы Фәрхетдинова, род. 17 августа 1967, Красногорск, Ташкентская область) — российская татарская эстрадная певица. Народная артистка Республики Татарстан — 2009 год. Многократная обладательница премий «Алтын Барс» (Татар жыры), «Болгар радиосы», «Туган Тел милли премия» (г. Уфа), а также премии телеканала «TMTV».

## Биография
Зайнаб Фархетдинова родилась 17 августа 1967 года в посёлке Красногорск Ташкентской области Узбекской ССР СССР. В 1970-е годы вместе с родителями переехала на их родину — в село Сарлы Азнакаевского района Татарстана. С пятнадцатилетнего возраста Зайнаб Фархетдинова, как талантливая юная певица, принимает активное участие в различных сельских, районных, республиканских мероприятиях: конкурсах, фестивалях, где исполняет песни на татарском, русском, чешском и польских языках.
В 1989 году окончила Казанской государственной академии культуры и искусств на хоро-дирижёрском отделении. Во время учёбы в академии в 1986 году Зайнаб Фархетдинова стала солисткой ансамбля татарской песни «Иделкаем» (тат. Иделкәем). Участником ансамбля был в то время студент академии Зуфар Билалов.
В 1988 году состоялась их свадьба. Одними из первых после свадьбы были гастроли в Азнакаевском районе Татарстана, на родине певицы. С этого времени зародился творческий, семейный дуэт Зайнаб Фархетдинова — Зуфар Билалов. На концертах артисты выступают как в дуэте (баритон и сопрано), так и сольно.
В 1989 году ансамбль «Иделкаем» (тат. Иделкәем) участвовал в эстрадном конкурсе «Татарская эстрада — 89» и стал его лауреатом. В 1991 году участвовала в эстрадном конкурсе «Татар Жыры 91» и стала лауреатом первой степени. В 1996 году участвовала в международном фестивале «ТЮРКВИЖН» (Турция) и стала его дипломантом. Зайнаб Фархетдинова — многократная участница и лауреат ежегодного международного эстрадного фестиваля татарской песни «Татар жыры" (тат. Татар Җыры), обладатель памятных статуэток «Алтын Барс». Многократная обладательница премий «Болгар радиосы», премия телеканала «Туган Тел» (г. Уфа), а также премии телеканала «TMTV».
В 1990—1992 годах Зайнаб Фархетдинова являлась солисткой Татарской государственной филармонии имени Габдуллы Тукая. В 1992—1995 годах — ансамбля Национального культурного центра «Казань». В 1995—1996 годах — эстрадного ансамбля при Татарском государственном академическом театре имени Галиаскара Камала. С 1996 года является художественным руководителем студии песни «Аваз» («Голос»).
Широкая гастрольная деятельность артистов началась в 1992 году с концертов в Казани, городах Татарстана и Башкортостана, во многих регионах Российской Федерации. Ежегодно проходят гастрольные туры по городам Западной Сибири, Урала, Поволжья, в Москве и Санкт-Петербурге.
12 июня 1999 года Зайнаб Фархетдиновой присвоено звание Заслуженной артистки Республики Татарстан. 26 июня 2009 года Зайнаб Фархетдиновой присвоено звание Народной артистки Республики Татарстан.
17 августа 2022 года, в день 55-летия артистки на родине певицы в Азнакаево прошёл I Межрегиональный фестиваль поп-фольклорной, татарской песни «ZAYNAB FEST». В фестивале приняли участие народные артисты Татарстана Зайнаб Фархетдинова, Зуфар Билалов, Фан Валиахметов, заслуженные артисты Татарстана Марат Галимов, Равиль Галеев, Сирина Зайнутдинова и другие.
11 февраля 2024 года в г. Набережные Челны состоялся один их самых знаковых событий в культурной жизни Татарстана - музыкальный фестиваль «Су буйлап», автором и организатором которого выступила Зайнаб Фархетдинова. Проведение таких фестивалей, вносит неоценимый вклад в духовное развитие общества и в сохранение его культурных традиций.
Артистка выступает сольно и в дуэте с мужем Зуфаром Билаловым. Активно концертирует, организует благотворительные концерты, а также оказывает помощь молодым дарованиям в реализации их творческих планов.

## Семья
Замужем за Народным артистом Республики Татарстан Зуфаром Билаловым (1988 год). В семье — два сына.

## Награды и звания
- Дипломант международного фестиваля «ТЮРКВИЖН» - 1996 год
- Заслуженная артистка Республики Татарстан — 1999 год[1]
- Народная артистка Республики Татарстан — 2009 год[1]
- Почётный гражданин города Стерлитамак Республики Башкортостан
- Почётный гражданин города Агрыз Республики Татарстан
- Почётный гражданин Азнакаевского района Республики Татарстан[1]
- Награждена медалью «В память 1000-летия Казани»[1]

## Эстрадный репертуар
В репертуаре Зайнаб Фархетдиновой вокальные произведения композиторов Республики Татарстана, Республики Башкортостана, татарские народные песни: «Эллуки», «Зиляйлук», «Сакмарсу», «Гульджамал», «Озата барма», «Тэзкирэ», «Сандугачлар», «Мин сине яратам», «Агыйделнен пароходы», «Эннэги геннэги», «Эумэле тэумэле», «Шома бас» и другие; песни на собственные мелодии: «Алкалар», «Кайту», «Сагындым», «Кояш», «Котэрмен», «Сине яратканга курэ», «Хыял» и др.
В репертуаре Зайнаб Фархетдиновой более 350 песен на татарском языке, десятки из них вошли в золотой фонд татарской эстрадной музыки. Также репертуар артистки включает в себя песни на башкирском, арабском, узбекском и русском языках.

## Дискография

### Видеография
- Первый сольный концерт (VHS) 1995 год
- Программа тат. «Бергә булыйк» (VHS) 1995 год
- Программа тат. «Мәхәббәт күпере» (VHS) 1996 год
- Программа тат. «Сынмасын сабыр канатың» (VHS) 1997 год
- Программа тат. «Безнең күңелләр» (VHS) 1998 год
- Программа тат. «Ак майларда – ак вәгъдәләр» (VHS) 1999 год
- Программа тат. «Эх, дөньясы» (VHS) 1999 год
- Программа (VHS) 2001 год
- Программа тат. «Янымда син булсаң» (VHS) 2001 год
- Программа тат. «Мәңге бер моң» (VHS) 2002 год
- Программа тат. «Гомеремнең җәй уртасы» (VHS) 2002 год
- Программа тат. «Саумысыз» 2003 год
- Программа тат. «Кабатланмас бу гомер» 2004 год
- тат. «Бәхет телим» 19 песен певицы на одном диске 2005 год
- Программа тат. «Син миңа кирәк" 15 лет творческой деятельности 2006 год
- Программа тат. «Сынмасын хыял канатлары» 2009 год
- тат. «Мәхәббәт хакына, мәхәббәт хакында» (DVD) 2010 год
- Программа тат. «20 ел сәхнәдә» (DVD) 2013 год
- «Зуфар+Зайнап 45 лучших клипов» (DVD)
- тат. «Җырлыйм туган көнемдә» (DVD) 2013 год
- Программа тат. «Синең өчен» 2017 год
- Юбилейная программа «Бер көн» 2017 год
- Программа тат. «Үзгәрдек» 2019 год
- Программа "Лайт концерт" 2022 год
- Программа "Бу бит син" 2023 год
- Благотворительный концерт 2024 год.

### Аудио, лазерные диски CD и MP3
- тат. «Бергә булыйк» 1995 год
- тат. «Мин сине югалтмам» 1997 год
- тат. «Эх, дөньясы» (CD) 1999 год
- тат. «Парлы җырлар» (CD) 2000 год
- тат. «Янымда син булсаң» (CD) 2001 год
- тат. «Саумысыз» (CD) 2003 год
- «5 в 1» (MP3) 2003 год
- тат. «Кабатланмас бу гомер» (CD) 2004 год
- тат. «Бәхет телим» 19 песен певицы на одном диске (CD) 2005 год
- тат. «Син миңа кирәк» 15 лет творческой деятельности (CD) 2006 год
- тат. «Сынмасын хыял канатлары» (CD) 2009 год
- тат. «Иң яхшы җырлар» 2009 год (MP3)
- тат. «Мәхәббәт хакына, мәхәббәт хакында» (CD) 2010 год
- тат. «Җырлардан үрелгән гомерем» (CD) 2012 год
- тат. «Җырлыйм туган көнемдә» (CD) 2013 год
- тат. «20 ел сәхнәдә» (CD) 2013 год
- «Зайнаб-Зуфар. Лучшие песни» (MP3)
- тат. «Күңелдә моңнарны яңартып!» (MP3) 2016 год
- тат. «Синең өчен» (CD) 2017 год

## Синглы, релизы
| №   | Название                                        | Год  |
| --- | ----------------------------------------------- | ---- |
| 1.  | тат. "Каеннарда серләрем"                       | 2020 |
| 2.  | тат. «Кайтыр идем»                              | 2020 |
| 3.  | тат. «Сагынулар»                                | 2020 |
| 4.  | тат. «Җыйдым җиләк»                             | 2020 |
| 5.  | тат. «Йөрәк сере»                               | 2020 |
| 6.  | тат. "Әче, Әче!"                                | 2020 |
| 7.  | тат. "Зарланма язмышыңнан"                      | 2020 |
| 8.  | тат. "Бәхетем тулы түгел"                       | 2020 |
| 9.  | тат. "Тал утырттым                              | 2020 |
| 10. | тат. "Мелодия" (совместно с АкБулат)            | 2021 |
| 11. | тат. "Көтәм"                                    | 2021 |
| 12. | тат. "Нигә очрашканбыздыр"                      | 2021 |
| 13. | тат. "Сөю җыры" (совместно с Зуфаром Билаловым) | 2021 |
| 14. | "Родина моя"                                    | 2022 |
| 15. | тат. "Акчарлаклар"                              | 2023 |
| 16. | тат. "Татар сүзе"                               | 2023 |
| 17. | тат. "Гаепләмә"                                 | 2023 |
| 18. | тат. "Алкалар"                                  | 2023 |
| 19. | тат. "Күк зәңгәре күзләрең"                     | 2023 |
| 20. | тат. "Ал розалар"                               | 2023 |
| 21. | тат. "Ничек сезнең хәлләрегез?"                 | 2023 |
| 22. | тат. "Язмышым юлдашы яшьлегем"                  | 2023 |
| 23. | тат. "Авылым хәтирәсе"                          | 2023 |